# 트로트 가요앨범
트로트 가요앨범은 MBC 표준FM(수도권 FM 95.9㎒, AM 900㎑)에서 1993년 4월 3일부터 1998년까지 매일 오후 3시 5분부터 4시까지 방송한 라디오 프로그램이다.

## 진행자
- 양희경

## 역대 진행자
- 백일섭
- 심수봉